# Arpaçay
Arpaçay (en arménien Զարիշատ, Zarichat) est une ville et un district de la province de Kars dans la région de l'Anatolie orientale en Turquie.